# NGC 626
NGC 626 (również PGC 5901) – galaktyka spiralna z poprzeczką (SBc), znajdująca się w gwiazdozbiorze Rzeźbiarza. Odkrył ją John Herschel 4 września 1834 roku.